# داس و چکش

سبک سنتی نمایش نماد داس و چکش.

داس و چکش (☭) یکی از نمادهای کمونیستی است و کاربرد آن از سوی فرد یا یک گروه نشانگر گرایش آن فرد یا گروه به مرام کمونیسم است.
این نماد داسی را نشان می‌دهد که بر روی یک چکش قرار گرفته‌است. در این نماد، داس نشانه کشاورزان و چکش نشانه طبقه کارگران صنعتی است و کنار هم نهادن این دو ابزار نشانه‌ای از یکپارچگی کارگران صنایع و کشاورزان است. این نماد در زمان انقلاب بلشویک ابداع شد و استفاده از آن در پرچم اتحاد جماهیر شوروی به آشنایی جهانیان با آن انجامید. دیگر پرچم‌ها و نشان‌ها نیز از نماد داس و چکش استفاده کرده‌اند.
از لحاظ جنسیتی، داس نماد زنان بود و چکش نماد مردان.
نماد داس و چکش در آغاز به شکل خیش و چکش بود اما بعداً از سال ۱۹۱۷-۱۹۱۸ صورت داس و چکش به خود گرفت و از سال ۱۹۲۲ رسمیت یافت. پیش از ۱۹۲۲ ارتش سرخ و گارد سرخ بر روی نشان‌ها و کلاه و اونیفورم‌های خود از نماد خیش و چکش استفاده می‌کردند.
نماد داس و چکش در یونیکد U+۲۶۲D به شکل (☭) است.

## نگارخانه
نمونه کاربردهای نماد داس و چکش:

پرچم اتحاد جماهير شوروی از ۱۲ نوامبر ۱۹۲۳.(غير رسمي)
پرچم اتحاد جماهیر شوروی سوسیالیستی از ۱۵ اوت ۱۹۸۰ تا ۲۵ دسامبر ۱۹۹۱.(رسمي)
پرچم حزب کمونیست چین.
پرچم حزب کمونیست ویتنام.
پرچم خمرهای سرخ.
پرچم حزب کمونیست لبنان.
ارتش سرخ چین.
پرچم حزب کمونیست رومانی.
پرچم استان بریانسک.
لوگوی حزب کمونیست سوئد.
نماد حزب کمونیست شیلی
لوگوی آئروفلوت.
پرچم حزب کمونیست هند (مارکسیست) و حزب کمونیست هند.
پرچم راه درخشان.
پرچم حزب ملی بولشویک (روسیه)
پرچم حزب کارگران کردستان (۱۹۷۸-۱۹۹۵).
پرچم حزب انقلابی آزادی‌بخش خلق.